# Antonio Daniels
Antonio Robert Daniels (Columbus, Ohio, 19. ožujka 1975.) američki je profesionalni košarkaš. Igra na poziciji razigravača, a trenutačno je slobodan igrač. Memphis Grizzlies izabrao ga je u 1. krugu (4. ukupno) NBA drafta 1997. godine.

## NBA karijera
Memphis Grizzlies izabrao ga je u 1. krugu (4. ukupno) NBA drafta 1997. godine. Tijekom dosadašnje karijere, Daniels je igrao za mnogobrojne klubove poput Vancouver Grizzliesa, San Antonio Spursa, Washington Wizardsa, Portland Trail Blazersa, Seattle SuperSonicsa i New Orleans Hornetsa. Dne 10. prosinca 2008., u zamjeni triju momčadi, Daniels je završio u redovima New Orleans Hornetsa te se tamo zadržao do kraja sezone. Dne 9. rujna 2009. mijenjan je u Minnesota Timberwolvese zajedno s izborom drugog kruga na NBA draftu 2014. u zamjenu za Bobbyja Browna i Dariusa Songailu. Dne 24. rujna 2009. Daniels se dogovorio s upravom kluba oko otkupa ugovora kojim je Daniels postao slobodan igrač.

## NBA statistika

### Regularni dio
| Godina    | Klub                   | Odig. uta. | Uta. poč. | Min.      | 2P%       | 3P%       | Sl. bac.% | Skok.  | Asist.  | Ukr. lop. | Blok. | Poena   |
| --------- | ---------------------- | ---------- | --------- | --------- | --------- | --------- | --------- | ------ | ------- | --------- | ----- | ------- |
| 1997./98. | Vancouver              | 74         | 50        | 26.4      | .416      | .212      | .659      | 1.9    | 4.5     | .7        | .1    | 7.8     |
| 1998./99. | San Antonio            | 47         | 0         | 13.1      | .454      | .294      | .754      | 1.1    | 2.3     | .6        | .1    | 4.7     |
| 1999./00. | San Antonio            | 68         | 1         | 17.6      | .474      | .333      | .713      | 1.3    | 2.6     | .8        | .1    | 6.2     |
| 2000./01. | San Antonio            | 79         | 23        | 26.1      | .468      | .404      | .776      | 2.1    | 3.8     | .8        | .2    | 9.4     |
| 2001./02. | San Antonio            | 82         | 13        | 26.5      | .440      | .291      | .752      | 2.1    | 2.8     | .6        | .2    | 9.2     |
| 2002./03. | Portland               | 67         | 2         | 13.0      | .452      | .305      | .855      | 1.1    | 1.3     | .5        | .1    | 3.7     |
| 2003./04. | Seattle                | 71         | 32        | 21.3      | .470      | .362      | .842      | 2.0    | 4.2     | .6        | .1    | 8.0     |
| 2004./05. | Seattle                | 75         | 2         | 27.0      | .438      | .297      | .816      | 2.3    | 4.1     | .7        | .0    | 11.2    |
| 2005./06. | Washington             | 80         | 17        | 28.5      | .418      | .228      | .845      | 2.2    | 3.6     | .6        | .1    | 9.6     |
| 2006./07. | Washington             | 80         | 8         | 22.0      | .442      | .302      | .832      | 1.9    | 3.6     | .5        | .1    | 7.1     |
| 2007./08. | Washington             | 71         | 63        | 30.4      | .459      | .230      | .776      | 2.9    | 4.8     | 1.0       | .0    | 8.4     |
| 2008./09. | Washington New Orleans | 13 61      | 5 4       | 22.2 12.0 | .400 .424 | .455 .347 | .758 .821 | 1.7 .9 | 3.6 2.1 | .5 .3     | .0    | 5.1 3.8 |
| Ukupno    |                        | 868        | 220       | 22.6      | .444      | .312      | .793      | 1.9    | 3.4     | .6        | .1    | 7.6     |

### Doigravanje
| Godina    | Klub        | Odig. uta. | Uta. poč. | Min. | 2P%  | 3P%  | Sl. bac.% | Skok. | Asist. | Ukr. lop. | Blok. | Poena |
| --------- | ----------- | ---------- | --------- | ---- | ---- | ---- | --------- | ----- | ------ | --------- | ----- | ----- |
| 1998./99. | San Antonio | 15         | 0         | 7.1  | .429 | .667 | .833      | .7    | 1.1    | .3        | .0    | 1.8   |
| 1999./00. | San Antonio | 4          | 0         | 20.5 | .391 | .250 | .692      | 2.5   | 1.5    | 1.8       | .0    | 7.3   |
| 2000./01. | San Antonio | 13         | 8         | 31.2 | .481 | .370 | .943      | 2.0   | 2.9    | .5        | .1    | 13.5  |
| 2001./02. | San Antonio | 10         | 0         | 22.4 | .455 | .375 | .864      | 2.7   | 1.5    | .7        | .3    | 9.5   |
| 2002./03. | Portland    | 6          | 1         | 16.3 | .474 | .600 | .500      | 1.3   | 2.0    | .2        | .2    | 3.7   |
| 2004./05. | Seattle     | 11         | 3         | 30.1 | .468 | .286 | .857      | 2.8   | 4.5    | 1.0       | .0    | 13.8  |
| 2005./06. | Washington  | 6          | 0         | 36.0 | .538 | .273 | .909      | 2.8   | 3.3    | .5        | .2    | 13.2  |
| 2006./07. | Washington  | 4          | 4         | 44.0 | .447 | .200 | .857      | 4.5   | 11.8   | 1.2       | .2    | 13.3  |
| 2007./08. | Washington  | 6          | 4         | 25.7 | .452 | .250 | .882      | 2.3   | 3.0    | .3        | .3    | 7.3   |
| 2008./09. | New Orleans | 5          | 0         | 12.8 | .154 | .250 | .818      | .6    | 1.8    | .4        | .2    | 2.8   |
| Ukupno    |             | 80         | 20        | 23.2 | .461 | .353 | .863      | 2.1   | 2.9    | .6        | .1    | 8.6   |

## Vanjske poveznice
- Profil na NBA.com
- Profil na Basketball-Reference.com